# جونتو ماتسوشیتا
جونتو ماتسوشیتا (انگلیسی: Junto Matsushita؛ زادهٔ ۳ مهٔ ۱۹۹۱) بازیکن فوتبال اهل ژاپن است.